# Latzmann
Latzmann nennt sich ein regionaler Volksbrauch in oberschwäbischen Dörfern, der zumeist am Pfingstmontag durchgeführt wird.
Die Dorfjugend verkleidet sich mit traditionellen Gewändern. Als Pferde ziehen sie einen Karren mit einer aus Stroh gebundenen Figur durchs Dorf.
Mit speziellen Sprüchen „drohen“ die Sammler im Latzmann-Gefolge den Landwirten und Einwohnern, wobei Eier, Mehl, Zucker, Schmalz und Geld erheischt werden.
Aus den Zutaten werden dann die traditionellen Latzmannsküchle gebacken, welche die Kinder während des Umzuges und beim anschließenden Fest verzehren.
Es gibt spezielle historische Sprüche für alle Figuren. Jeder Teilnehmer lernt sein Sprüchlein auswendig und sagt diesen Text vor jedem Haushalt des Ortes auf, was mit „Holla“ abgeschlossen wird.
Beispiel für den Sammler von Eiern: „Beire, Beira, Oier raus oder I lass d'r Fuchs ins Hennahaus, dʼr Fuchs des isch a baises Tier, der frisst dʼr alle Henna schier. Holla!“ (sinngemäß: ,Bauer, Bauer, Eier raus oder ich lass den Fuchs ins Hühnerhaus, der Fuchs ist ein böses Tier, der schier alle Hühner frißtʻ).

## Regionale Verbreitung
Vor allem im nördlichen Oberschwaben im Alb-Donau-Kreis wird der Latzmannbrauch am Pfingstmontag in den Gemeinden Untermarchtal – Oberstadion (Teilort Hundersingen) sowie in den benachbarten Orten Grundsheim – Volkersheim und Altbierlingen durchgeführt. In Dintenhofen und Herbertshofen findet er dagegen am Fasnetssamstag statt.

## Hierarchie
Tradition ist, dass sich die Kinder vom Pferdle über die Wächter und Sammler in die Führungspositionen „hochdienen“ müssen. Die jüngsten Teilnehmer sind als Pferdla verkleidet. Mit Holzsäbeln bewaffnete Wächter passen auf, dass weder Sammelgut noch der „Latz(mann)“ gestohlen wird.
Die Hierarchie gliedert sich wie folgt:
Pferdle → Wächter → Sammler (Eier, Mehl, Zucker, Schmalz und Geld)
Der Rote → Teufel → Anführer → Kaiser

## Herkunft des Brauches
Woher der Latzmann-Brauch stammt, ist unter Volkskundlern nicht geklärt: Während die einen in ihm eine heidnische Sitte sehen, meinen andere, er sei ein Überbleibsel geistlicher oder zünftischer Spiele.